# Triox
Triox, hiperoksyczny trimix (ang. Hyperoxic trimix, TriOx) – mieszanina gazów używana do oddychania w czasie nurkowania, stanowiąca alternatywę dla powietrza, nitroxu i trimixu w zakresie głębokości 30–45 m.
Triox jest trimixem o procentowej zawartości tlenu wyższej niż w powietrzu atmosferycznym (>21%). Składa się z trzech gazów, tlenu, azotu oraz helu. Dzięki zastąpieniu części azotu helem zmniejsza się w porównaniu z powietrzem i nitroxem END (Equivalent narcotic depth) dzięki czemu maleje ryzyko wystąpienia narkozy azotowej. Jednocześnie zwiększenie frakcji tlenu powoduje skrócenie czasów dekompresji w porównaniu do powietrza oraz trimixów normooxycznych i hipooksycznych. Analogicznie do nitroxu limitem stosowania Trioxu jest MOD.
Standardowe mieszanki Trioxowe to:
- TMX 30/30 – 30% tlenu, 30% helu, 40% azotu – mieszanka standardowa do nurkowań 3m-30m według GUE Standard Dive Mixes
- TMX 26/17 (Helitrox)[1] – 26% tlenu, 17% helu, 57% azotu – mieszanka według standardów NAUI używana do nurkowań na głębokość do 44m